# Moukheiber Al Achkar
Moukheiber Al Achkar (en arabe : مخيبر الاشقر) est un journaliste libanais. Né en 1977 d'une famille grecque-orthodoxe en Halba dans la région d'Akkar. Il est le fondateur et le rédacteur en chef du magazine La Vérité (en arabe : الحقيقة, Al Hakika) en 23 septembre 2003. Ce magazine cesse sa parution en 2007.

## Le début àNahar Ashabab
Il a commencé son activité en tant que journaliste depuis 1995, comme correspondant du Quotidien de la jeunesse (en arabe : نهار الشباب, Nahar Ashabab), lancé par le quotidien beyrouthin Le Jour (en arabe : النهار, An Nahar). Il a continué à travailler dans ce supplément jusqu'à son arrêt en 2000. Il est passé alors à écrire des reportages illustrés, à la page des reportages, dans le journal An-Nahar. Il a mérité un nombre de mentions du sus-dit journal, surtout le témoignage d'honneur national qu'il reçut à la place des Martyrs à Beyrouth le 6 mai 1995, du doyen du journal An-Nahar, M. Ghassan Tuéni, du ministre de la culture libanais alors M. Michel Eddé et du martyr Gébrane Tuéni.

## Médias locale dans la région d'Akkar
Il est l'un des fondateurs de la revue Akkar et le Nord (revue mensuelle traitant des affaires régionales dans les deux départements d' « Akkar » et du « Nord du Liban », en 1996, Il a travaillé dans cette revue jusqu'en 2002. Il a été le rédacteur en chef de cette revue entre 2000 et 2002.
Il préparait et présentait un nombre de programmes à la radio « Saoutul Gahd », (La Voix de demain, au 90.4 MHZ. C'était une station de radio politique, émettant de Tripoli, et arrêtée en 2000. Il préparait un nombre de programmes politiques, culturels, économiques, et sportifs, etc.…)

## Fondation de la revueAl-Hakika(la Vérité) 2003 - 2007
Le 23 septembre 2003, il a fondé la revue Al-Hakika (la Vérité), conformément à un permis numéro 481/2003, donné par le ministre de l'information libanais. Il a publié cette revue nationale, indépendante et générale. Elle a aussi supporté maintes institutions d'enseignement. 

## Différentes activités
Il a participé à de multiples conférences et colloques concernant la rédaction des journaux et la direction des imprimés, surtout la conférence internationale pour la gestion des journaux dans le monde arabe, organisée par le journal An-Nahar, en coopération avec l'organisation mondiale « FIEJ », et tenue à l'hôtel « Al-Boustan », à « Beit Meri », Liban, en 1997.
Chef de la délégation officielle libanaise à la deuxième rencontre des jeunes arabes à Chardja, tenue aux Émirats arabes unis en 2000, sous le titre de « Les jeunes et la globalisation ». Il porte un certificat de mention du gouvernement de Chardja, aux Émirats arabes unis.
Il est le fondateur de « l'Association des jeunes universitaires » en 1998, dont il a été le président jusqu'en 2002. C'est une association qui regroupe la crème des étudiants libanais indépendants. Cette association a organisé beaucoup de programmes de développement et de culture, surtout pour développer les régions sous-développées.
Il est membre dans beaucoup d'associations culturelles. Il est titulaire de plusieurs certificats de mention accordés par des associations culturelles et communautaires.
Il a donné plusieurs conférences et organisés de symposiums dans les domaines de domaines de l'environnement, de la culture, de la politique et de la presse, à l'invitation d'un nombre d'associations civiles. Il a donné des dizaines d'interviews à la radio et à la télévision, surtout à Télé Liban (TL), et à l'Entreprise Libanaise d'Émission (LBCI). Il a contribué à la préparation d'un nombre d'émissions dans le cadre de programmes télévisés.
Il a publié des centaines de ses nouvelles, et dizaines d'articles et de reportages dans divers domaines, surtout politique, social, de développement et d'environnement, etc.
Il a rencontré beaucoup de dignitaires civils et religieux, libanais et arabes.